# Nogomet na OI 1960.
Nogomet na Olimpijskim igrama u Rimu 1960. godine uključivao je natjecanja samo u muškoj konkurenciji.

## Osvajači medalja - muški
| Zlato | Srebro | Bronca |
| --- | --- | --- |
| Jugoslavija Andrija Anković Zvonko Bego Vladimir Durković Milan Galić Fahrudin Jusufi Tomislav Knez Borivoje Kostić Aleksandar Kozlina Dušan Maravić Željko Matuš Željko Perušić Novak Roganović Velimir Sombolac Milutin Šoškić Silvester Takač Blagoje Vidinić Ante Žanetić | Danska Poul Andersen John Danielsen Henning Enoksen Henry From Erik Gaardhøje Bent Hansen Jørgen Hansen Henning Hellbrandt Poul Jensen Bent Krog Erling Linde Larsen Poul Mejer Flemming Nielsen Hans Christian Nielsen Harald Nielsen Poul Pedersen Jørn Sørensen Finn Sterobo Tommy Troelsen | Mađarska Flórián Albert Jenő Dalnoki Zoltán Dudás János Dunai Lajos Faragó János Göröcs Ferenc Kovács Dezső Novák Pál Orosz Tibor Pál Gyula Rákosi Imre Sátori Ernő Solymosi Gábor Török Pál Várhidi Oszkár Vilezsál |

## Turnir

### Skupina A
- 1. kolo, 26. kolovoza

| Bugarska    | - | Turska | 3:0 | (1:0) |
| Jugoslavija | - | Egipat | 6:1 | (3:0) |

- 2. kolo, 29. kolovoza

| Bugarska    | - | Egipat | 2:0 | (1:0) |
| Jugoslavija | - | Turska | 4:0 | (1:0) |

- 3. kolo, 1. rujna

| Egipat      | - | Turska   | 3:3 | (1:2) |
| Jugoslavija | - | Bugarska | 3:3 | (0:0) |

| Momčad      | Ut | Pb | N | Pz | Ps | Pr | RP | Bod |
| ----------- | -- | -- | - | -- | -- | -- | -- | --- |
| Jugoslavija | 3  | 2  | 1 | 0  | 13 | 4  | +9 | 5   |
| Bugarska    | 3  | 2  | 1 | 0  | 8  | 3  | +5 | 5   |
| Egipat      | 3  | 0  | 1 | 2  | 4  | 11 | -7 | 1   |
| Turska      | 3  | 0  | 1 | 2  | 3  | 10 | -7 | 1   |

### Skupina B
- 1. kolo, 26. kolovoza

| Brazil  | - | Velika Britanija | 4:3 | (1:1) |
| Italija | - | Tajvan           | 4:1 | (2:1) |

- 2. kolo, 29. kolovoza

| Brazil  | - | Tajvan           | 5:0 | (2:0) |
| Italija | - | Velika Britanija | 2:2 | (1:1) |

- 3. kolo, 1. rujna

| Italija          | - | Brazil | 3:1 | (0:1) |
| Velika Britanija | - | Tajvan | 3:2 | (1:0) |

| Momčad           | Ut | Pb | N | Pz | Ps | Pr | RP | Bod |
| ---------------- | -- | -- | - | -- | -- | -- | -- | --- |
| Italija          | 3  | 2  | 1 | 0  | 9  | 4  | +5 | 5   |
| Brazil           | 3  | 2  | 0 | 1  | 10 | 6  | +4 | 4   |
| Velika Britanija | 3  | 1  | 1 | 1  | 8  | 8  | 0  | 3   |
| Tajvan           | 3  | 0  | 0 | 3  | 3  | 12 | -9 | 0   |

### Skupina C
- 1. kolo, 26. kolovoza

| Danska  | - | Argentina | 3:2 | (1:1) |
| Poljska | - | Tunis     | 6:1 | (3:1) |

- 2. kolo, 29. kolovoza

| Danska    | - | Poljska | 2:1 | (1:0) |
| Argentina | - | Tunis   | 2:1 | (1:1) |

- 3. kolo, 1. rujna

| Argentina | - | Poljska | 2:0 | (1:0) |
| Danska    | - | Tunis   | 3:1 | (2:0) |

| Momčad    | Ut | Pb | N | Pz | Ps | Pr | RP | Bod |
| --------- | -- | -- | - | -- | -- | -- | -- | --- |
| Danska    | 3  | 3  | 0 | 0  | 8  | 4  | +4 | 6   |
| Argentina | 3  | 2  | 0 | 1  | 6  | 4  | +2 | 4   |
| Poljska   | 3  | 1  | 0 | 2  | 7  | 5  | +2 | 2   |
| Tunis     | 3  | 0  | 0 | 3  | 3  | 11 | -8 | 0   |

### Skupina D
- 1. kolo, 26. kolovoza

| Francuska | - | Peru   | 2:1 | (0:1) |
| Mađarska  | - | Indija | 2:1 | (1:0) |

- 2. kolo, 29. kolovoza

| Francuska | - | Indija | 1:1 | (0:0) |
| Mađarska  | - | Peru   | 6:2 | (3:1) |

- 3. kolo, 1. rujna

| Peru     | - | Indija    | 3:1 | (1:0) |
| Mađarska | - | Francuska | 7:0 | (3:0) |

| Momčad    | Ut | Pb | N | Pz | Ps | Pr | RP  | Bod |
| --------- | -- | -- | - | -- | -- | -- | --- | --- |
| Mađarska  | 3  | 3  | 0 | 0  | 15 | 3  | +12 | 6   |
| Francuska | 3  | 1  | 1 | 1  | 3  | 9  | -6  | 3   |
| Peru      | 3  | 1  | 0 | 2  | 6  | 9  | -3  | 2   |
| Indija    | 3  | 0  | 1 | 2  | 3  | 6  | -3  | 1   |

### Poluzavršnica
5. rujna
| Italija | - | Jugoslavija | 0:0 (1:0) |

- Utakmica Italije i Jugoslavije je nakon produžetaka završila 1:1. Ždrijebom je odlučeno da Jugoslavija ide dalje.

6. rujna
| Danska | - | Mađarska | 2:0 | (1:0) |

### Za broncu
9. rujna
| Mađarska | - | Italija | 2:1 (1:0) |

### Za zlato
| 10. rujna 1960.               |             |                |                      |
| Jugoslavija                   | 3 : 1 (2:0) | Danska         | Stadio Flaminio, Rim |
| Galić 1' Matuš 11' Kostić 69' |             | F. Nielsen 90' | Stadio Flaminio, Rim |